# Rejon śniatyński
Rejon śniatyński (ukr. Снятинський район, Sniatynśkyj rajon) – były rejon w składzie obwodu iwanofrankiwskiego na Ukrainie.
Został utworzony w 1940 roku. Zajmował powierzchnię ok. 600 km². W 2019 liczył ok. 64 tys. mieszkańców. Władze rejonu znajdowały się w Śniatynie.

## Spis miejscowości
- Balińce (Балинці)
- Bełełuja (Белелуя)
- Borszczowska Turka (Борщівська Турка)
- Borszczów (Борщів)
- Buczaczki (Бучачки)
- Budyłów (Будилів)
- Chlebiczyn (Хлібичин)
- Chomiakówka (Хом'яківка)
- Chutir-Budyliw (Хутір-Будилів)
- Drahasymów (Драгасимів)
- Dżurów (Джурів)
- Hańkowce (Ганьківці)
- Ilińce (Іллінці)
- Kielichów (Келихів)
- Kniaże (Княже)
- Krasnostawce (Красноставці)
- Kułaczkowce (Кулачківці)
- Lubkowce (Любківці)
- Nowosielica (Новоселиця)
- Oleszków (Олешків)
- Orelec (Орелець)
- Podwysoka (Підвисоке)
- Popielniki (Попельники)
- Potoczek (Потічок)
- Prutiwka (Прутівка)
- Rożnewi Pola (Рожневі Поля)
- Rudniki (Рудники)
- Rusów (Русів)
- Stecowa (Стецева)
- Stecówka (Стецівка)
- Szewczenkowe (Шевченкове)
- Śniatyn (Снятин)
- Trofanówka (Трофанівка)
- Trościaniec (Тростянець)
- Trójca (Троїця)
- Tuczapy (Тучапи)
- Tuława (Тулова)
- Tułuków (Тулуків)
- Uście (Устя)
- Widynów (Видинів)
- Wiszniówka (Вишнівка)
- Wołczkowce (Вовчківці)
- Zabłotów (Заболотів)
- Zadubrowce (Задубрівці)
- Załucze Dolne (Долішнє Залуччя)
- Załucze Górne (Горішнє Залуччя)
- Zaprucie (Запруття)
- Zawale (Завалля)
- Zebranówka (Зібранівка)